# トマーシュ・マサリク
トマーシュ・ガリク・マサリク（チェコ語: Tomáš Garrigue Masaryk [ˈtomaːʃ ˈɡarɪk ˈmasarɪk], 1850年3月7日 - 1937年9月14日）は、モラヴィア地方出身の社会学者・哲学者・政治家で、チェコスロバキア共和国の初代大統領（在任：1918年 - 1935年）。
チェコで流通している最高額の5000コルナ紙幣に肖像が使用されている。さらに、ブルノのマサリク大学の名称は彼に由来する。

## 生涯

### 生い立ち
1850年、モラヴィアのホドニーンの労働者階級の家庭に生まれた。当時モラヴィアはオーストリア帝国のモラヴィア辺境伯領内にあり、現在はチェコ共和国の領土となっている。父親のヨーゼフ・マサリクはオーストリア帝国のハンガリー領出身のスロバキア人であった。母テレーゼ・マサリコヴァ（旧姓クローパコヴァ）はモラヴィア出身である。
若い頃鍛冶屋として働いていた。ブルノ、ウィーン、ライプツィヒで研究をして、ウィーン大学卒業。同大学院修了。
1882年にプラハ大学の哲学教授に任命された。翌年にマサリクはチェコ文化のための雑誌を出版、またオットー百科事典の編纂にも加わった。歴史についていくつかの作品を書いたが、この中で伝統的なチェコの神話学の詩を詐欺的とする論は、この詩を信じていた有力な人々から憎しみを買う原因となった。また、マサリクは起訴されたユダヤ人を保護し、人種的偏見に反対した。これによって人々からさらに憎しみを買った。

### 政治活動
マサリクは政治運動に参加し、オーストリア議会議員を1891年から1893年まで務めたが、いったん議員辞職して大学教授に戻りチェコ民族の精神の啓蒙活動などを行った後に1900年にリアリスト党を結党して1907年の議会選挙でオーストリア議会に復帰、1911年の選挙でも連続当選をした。一方でその間に1907年から1914年までオーストリア・ハンガリー帝国からの独立運動を行い、第一次世界大戦勃発時には国家反逆罪で逮捕されることを避けるために国外へ逃亡しなければならなくなった。
ジュネーヴ、イタリア、そしてイギリスへ行き、チェコの独立を世論に訴えた。小民族の問題について講義しながら、キングス・カレッジ・ロンドンでスラブ人研究所教授となった。1917年の2月革命の後に、オーストリアに対するスラブ人の抵抗運動を組織するためにロシアの支援を受けた。1918年10月18日にワシントンD.C.の国会議事堂に立ち、チェコスロバキアの独立を宣言した。
1918年、オーストリア・ハンガリー帝国は崩壊した。連合国はマサリクをチェコの代表者と認めた、そして1920年に初代チェコスロバキア大統領に選ばれ、以降2度の再選を果たした。1935年12月14日に健康の悪化を理由に辞職し、1937年に87歳で死亡した。

## 家族
プロテスタントのアメリカ人シャーロット・ガリッグと結婚した。（その際にミドルネームを採った）息子ヤン・マサリクはチェコスロバキア（亡命政権 1940年 - 1945年、国家再建後1948年まで）の外務大臣を務めた。シャーロットは他に4人の子供、ハーバート、アリツェ（1879年 - 1966年）、アンナ、オルガを生んだ。アリツェはカレル大学に入学を許可された最初期の女子学生の1人であり、その後、英国、ドイツ、アメリカに留学した。帰国後、大学教授となり、1911年のカレル大学における社会学部設立に貢献したが、第一次世界大戦中はマサリクの子は危険人物であるとして幽閉状態に置かれ、活動を制限された。チェコスロバキア独立後はチェコスロバキア赤十字総裁となり、父親の意向で女性の権利拡大にも貢献した。しかし、1939年のナチス・ドイツのチェコスロバキア併合により、米国に亡命。終生米国で暮らした。

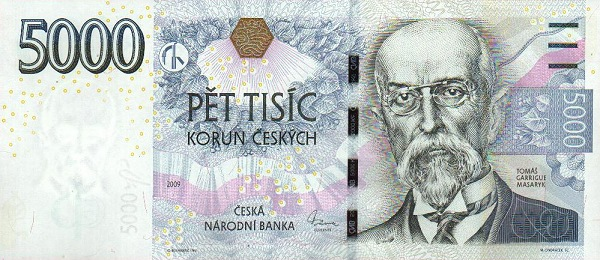
マサリクの肖像がデザインされている5000コルナ札

## 著作（訳書）
- 『ロシヤ思想史』全2巻（佐々木俊次・行田良雄訳、みすず書房、1962-1966年）
- 『マサリクの講義録――チェコ・スロヴァキア小史』（恒文社、1994年）

D・B・シリングロウ編、栄田卓弘・家田裕子 共訳
- 『ロシアとヨーロッパ――ロシアにおける精神潮流の研究』全3巻[3]（石川達夫・長與進訳、成文社、2002-2005年）

### 評伝・研究
- 林忠行『中欧の分裂と統合：マサリクとチェコスロヴァキア建国』中央公論社〈中公新書〉、1993年。
- 石川達夫『マサリクとチェコの精神：アイデンティティと自律性を求めて』成文社、1995年。 - サントリー学芸賞受賞（第17回・思想・歴史部門）